# Hadley Wood (stacja kolejowa)
Hadley Wood (kod stacji: HDW) - stacja kolejowa w Londynie, na terenie London Borough of Enfield, zarządzana i obsługiwana przez First Capital Connect. W roku statystycznym 2008-09 skorzystało z niej ok. 402 tysiące pasażerów.

## Galeria

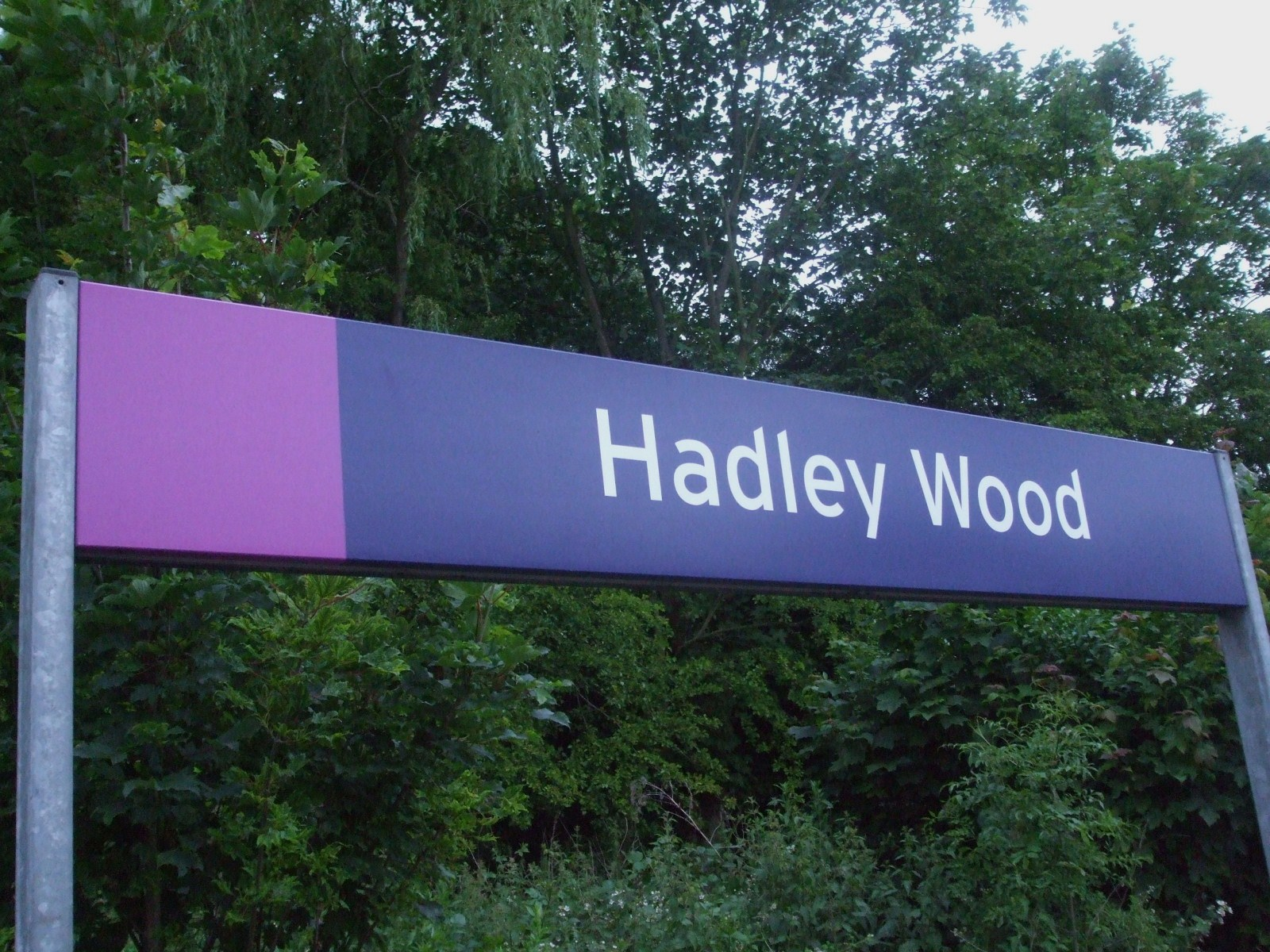
Tablica z nazwą stacji
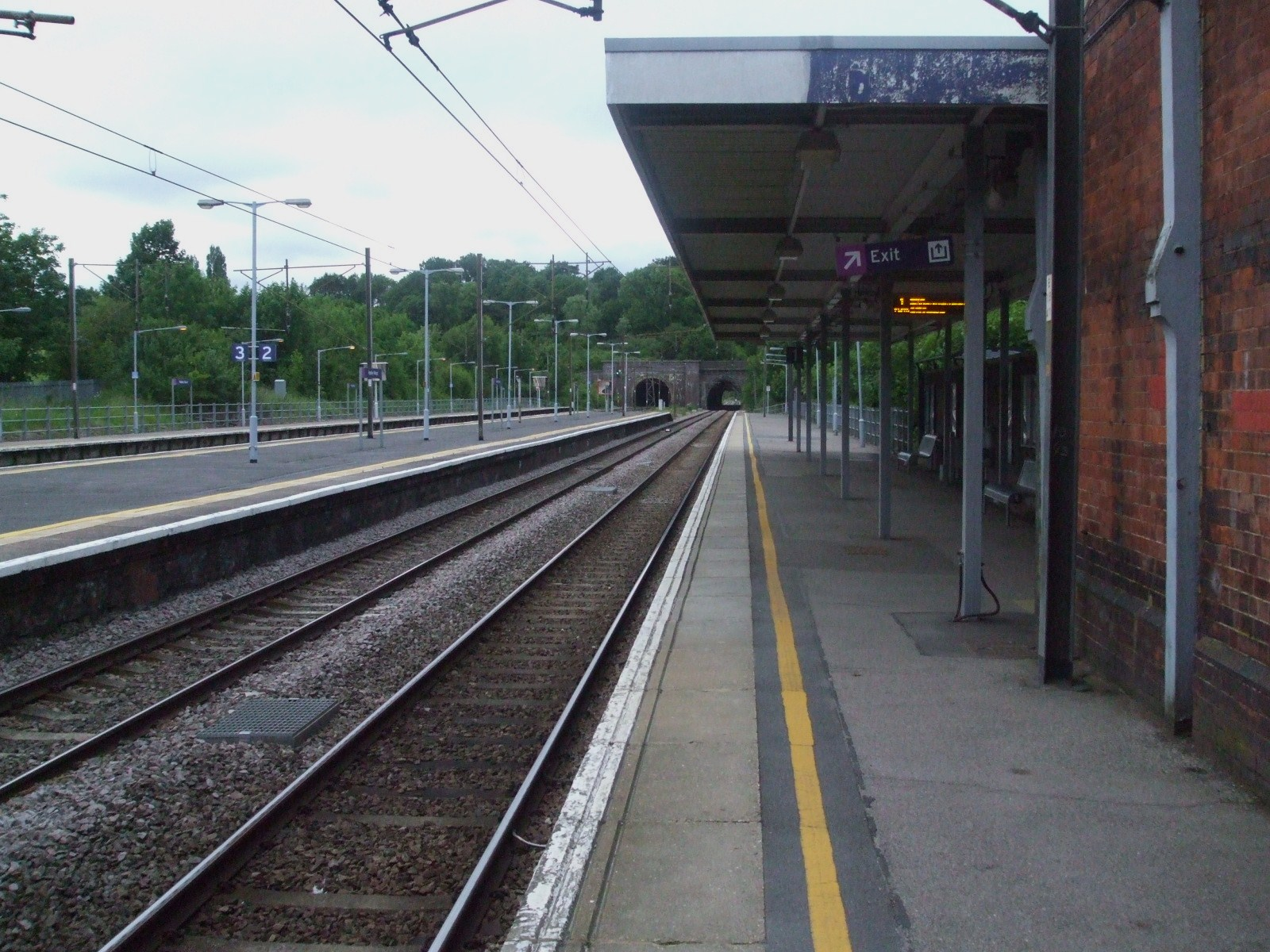
Perony
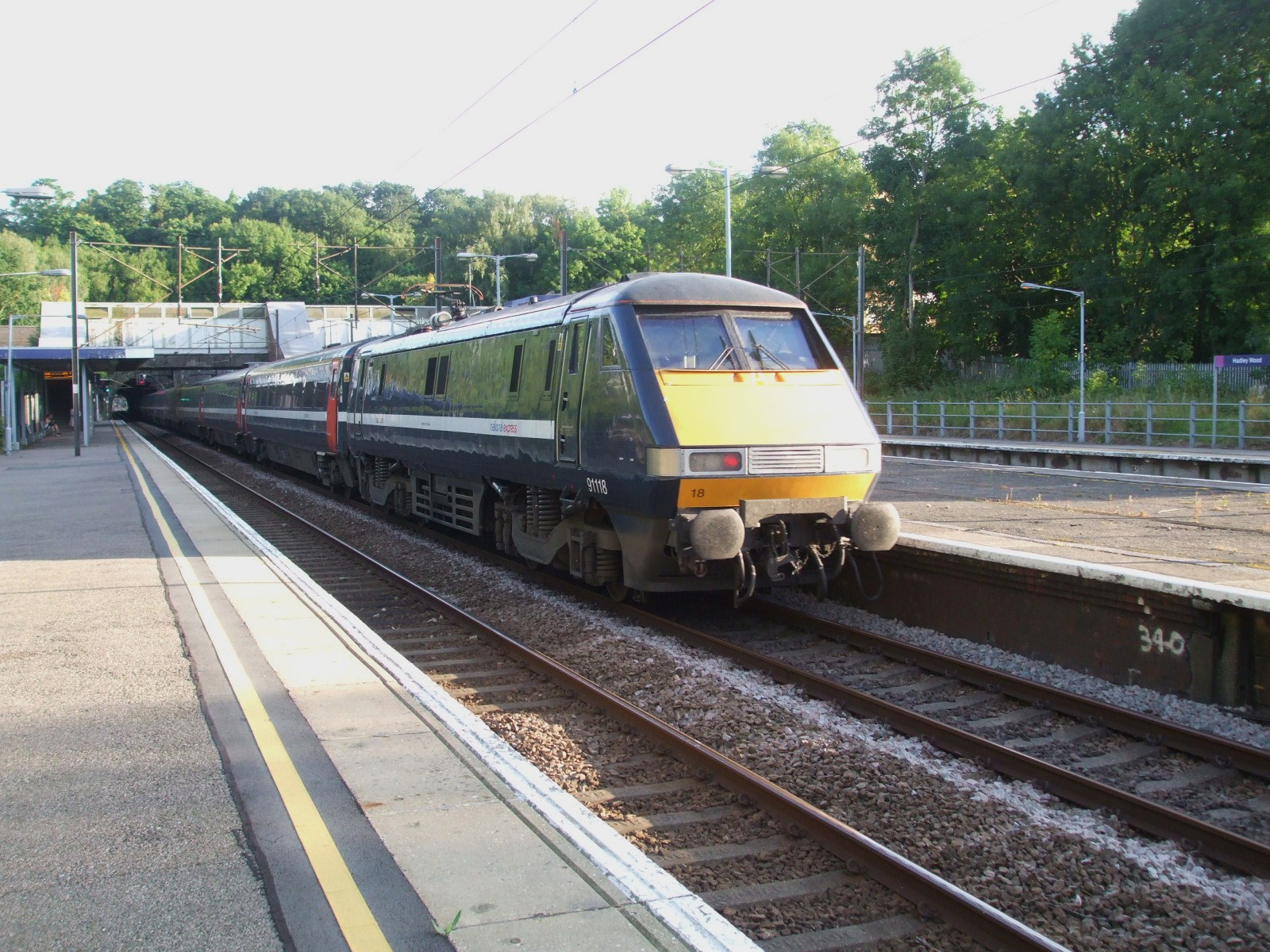
Pociąg ekspresowy (ciągnięty przez lokomotywę British Rail Class 91) mijający stację bez zatrzymania